# Dværgmumien fra Wyoming
Dværgmumien fra Wyoming (kaldet Pedro efter sit fundsted) er et ca. 40 cm langt mumificeret lig, som blev fundet i 1932 af guldgraverne Cecil Main og Frank Carr. Dværgmumien sidder ned og er så kun 20 cm høj.
Den bedste videnskabelige forklaring på dværgmumien er, at den er en dødfødt baby, der efterfølgende er mumificeret

## Historisk
To prospektorer, Cecil Mayne og Frank Carr, sprængte i oktober 1932 sig vej gennem nogle klipper, som en guldåre fortsatte ind i, i et område i  San Pedro mountains i Carbon County, Wyoming. Da støvet havde lagt sig, så guldgraverne at de havde åbnet ind til et rum, der i størrelse var omkring 1,3 m højt, 1,6 m bredt og 5 m dybt. 
Der så de først mumien.

## Mumien Pedro
Mumien Pedro sad opret i skrædderstilling med krydsede arme hvilende på skøddet. Den sad ret op på gulvet på en lille afsats i rummet. Den vejede omkring 12 unser. Dens kranium var fladt, øjnene bulede og kroppen var så velbevaret, at neglene var synlige.
Hovedet var dækket af et mørkt gelatinelignende stof.
Lige fra opdagelsen blev den kaldet et svindelnummer af de fleste lærde. Mange troede, at det var en dukke. Videnskabsfolk kom fra hele landet for at se på mumien. Et røntgenbillede blev taget af mumien i 1950 og det blev opdaget, at der var et "menneskelignende"  skelet indeni. Nogle af knoglerne var brækket, inklusiv rygsøjlen, et nøgleben og kraniet. Skader på kraniet menes pådraget i forbindelse med dødens indtræffen og tydede på et voldsomt endeligt.

## Andre dværgmumier
Der er fundet flere formodede dværgmumier, men de er senere gået tabt (fx Chiquita).